# Île Caracciolo
Pour les articles homonymes, voir Caracciolo.
L'île Caracciolo (en espagnol : isla Caracciolo) est une île chilienne, située dans l'océan Pacifique, au sud du golfe de Penas. Appartenant à l'archipel Madre de Dios, elle est rattachée administrativement à la province de Última Esperanza dans la XIIe région de Magallanes et de l'Antarctique chilien.

## Géographie
L'île Caracciolo est séparée des îles voisines de archipel Madre de Dios par des canaux maritimes dits « canaux patagoniens » : 
- à l'ouest et au nord, l'étroit canal Grove (ceb) la sépare de l'île Madre de Dios
- au nord-est, un embranchement du même canal de Grove la sépare de l'île Anafur (ceb)
- à l'est, une continuation de l'embranchement précédent la sépare de l'île Escribano (ceb)
- au sud, le canal Ouest (es) la sépare de l'île du Duc-d'York.